# 福建省人民委员会
福建省人民委员会是1955年2月至1968年8月间中华人民共和国福建省的省级国家行政机关。

## 历任领导

### 福建省一届人大期间
- 任期：1955年2月－1959年1月
- 省长：叶飞
- 副省长：陈绍宽、丁超五、江一真（－1956年3月）、贾久民、魏金水（1956年3月－）、蓝荣玉（1956年3月－）、叶松（1956年3月－）、许亚（1956年3月－）、梁灵光（1956年3月－）、高磐九（1956年3月－）、尤扬祖（1956年3月－）、贺敏学（1958年12月－）

### 福建省二届人大期间
- 任期：1959年1月－1964年9月
- 省长：江一真（－1962年12月） → 魏金水（1962年12月－）
- 副省长：陈绍宽、丁超五、魏金水、蓝荣玉、叶松、梁灵光、许亚、高磐九、贺敏学、刘永生（1962年4月－）、钟民（1963年10月－）

### 福建省三届人大期间
- 任期：1964年9月－1968年8月
- 省长：魏金水
- 副省长：陈绍宽、丁超五、蓝荣玉、叶松、梁灵光、许亚、高磐九、贺敏学、刘永生、许彧青